# خورشيد طاهر باشا
خورشيد طاهر باشا هو أحد زعماء الدولة العثمانية في مصر. وهو ابن طاهر باشا القائد أرناؤوطي الألباني الذي كان يقود عساكر الباشبوزق العثمانية التركية في مصر، في عهد الوالي خسرو باشا. وقد كان متزعمًا للجيوش في عهد أبيه الذي استولى على السلطة في مصر.

## عنه
كان خورشيد طاهر باشا واحدًا من خمسة ولاة عثمانيين تعاقبوا على مصر في فترة وجيزة امتدت من مارس 1804 إلى مايو 1805، هم على الترتيب خسرو باشا (خُلع) وطاهر باشا (قُتل) وأحمد باشا (طُرِد) وعلي باشا الجزايرلي (قُتل) وخورشيد باشا (خُلع).